# 目由紀宏
目 由紀宏（さっか ゆきひろ、1965年8月3日 - ）は、山口県出身の元バスケットボール男子日本代表選手で、現在は指導者。

## 来歴
能代工業高校（1981-84年在学）では、インターハイ・春の選抜などでタイトルを獲得。全日本ジュニア選抜に選ばれる。
その後、日本大学を経て、1988年、いすゞ自動車に入社。日本リーグ新人王を獲得。
1989年にはバスケットボール男子日本代表に選ばれる。
キャリア晩年はゼクセル、春日野クラブへ移籍。クラブバスケットボール大会でも埼玉ガリバークラブにて活躍。
引退後は東洋大学のコーチに就任。後に監督。
2004年にはバスケットボールアカデミー・ガウチョーズ(GAUCHOUS)を発足。小・中学生の指導も行っている。
2014年より東京サンレーヴスに入団した目健人は子息。長谷川誠は高校・大学の後輩であり、ゼクセルでチームメイトだった。

## 経歴
- 能代工業高校 - 日本大学 - いすゞ自動車 - ゼクセル（〜1998年）

## 代表歴
- 1989年アジア選手権